# Альменево (Вурнарський район)
Альме́нево (рос. Альменево, чув. Авшак Элмен) — село у складі Вурнарського району Чувашії, Росія. Входить до складу Єрмошкінського сільського поселення.
Населення — 194 особи (2010; 253 у 2002).
Національний склад:
- чуваші — 97 %